# Protoptila uruguayensis
Protoptila uruguayensis är en nattsländeart som beskrevs av Angrisano 1997. Protoptila uruguayensis ingår i släktet Protoptila och familjen stenhusnattsländor. Inga underarter finns listade i Catalogue of Life.